# David Deutsch
David Elieser Deutsch (Haifa, 18 maggio 1953) è un fisico britannico.
Premiato con il premio Dirac nel 1998, è professore presso il dipartimento di fisica atomica e laser presso il centro per la computazione quantistica, nel laboratorio Clarendon dell'Università di Oxford. È un pioniere dei computer quantistici, avendo formulato una descrizione della macchina di Turing quantistica, e un promotore di varie versioni dell'interpretazione a molti mondi della meccanica quantistica, basate sugli studi e sulle idee formulati da Hugh Everett III negli anni cinquanta.

## Contributi scientifici
David Deutsch pubblicò nel 1985 un articolo intitolato "Quantum theory, the Church-Turing principle and the universal quantum computer", in cui descrisse le caratteristiche del computer quantistico:
- dimostrazione della fattibilità di una macchina universale quantistica per il calcolo ipotizzato da Richard Feynman nel 1982;[2]
- possibilità di elaborazione come congegno non specializzato (non limitato nei calcoli da specifiche impostazioni e senza obbligo di predeterminare le interazioni tramite interruttori OR AND NOT);
- sfruttamento del parallelismo quantico, tipo di calcolo in cui un certo tipo di computazioni possono essere compiute più rapidamente da un computer quantistico che dalla sua versione classica.[3]

Basandosi sulla tesi di Church-Turing, David Deutsch si spinse inoltre ad avanzare il principio secondo cui "ciascun sistema fisico finitamente realizzabile può essere perfettamente simulato da un modello universale di macchina computazionale operante con risorse finite". Secondo Deutsch, questo principio implica che un computer quantistico è in grado di simulare qualsiasi esperimento fisico.
Nel 2000 pubblicò uno studio, assieme a P. Hayden, dove si discute il paradosso di Einstein-Podolsky-Rosen (EPR) e i legami fra questo e la non-località della meccanica quantistica.

## Attività di divulgazione

### Libri
David Deutsch ha pubblicato anche due libri di divulgazione. Nel primo, The Fabric of Reality del 1997 (Traduzione: La trama della realtà, Einaudi, 1997), ha discusso le implicazioni per la meccanica quantistica dell'interpretazione a molti mondi, del computer quantistico e delle basi della conoscenza in fisica. Nel secondo, Beginning of Infinity del 2011 (Traduzione: L'inizio dell'infinito, Einaudi, 2013), tratta della ricerca di verità, sia scientifiche sia morali, e del benessere del genere umano. Affronta il tema del progresso e della sua eventuale fine, per esaurimento o per catastrofe, o della sua indefinita progressione.

### Articoli
Insieme a Michael Lockwood pubblicò su "Scientific American" (articolo riportato in Italia nella raccolta della rivista "Le Scienze": "quaderni", volume n°97, marzo 2000, e titolato La fisica quantistica del viaggio nel tempo) l'ipotesi della possibilità di viaggi temporali, nello specifico anche nel proprio passato, secondo l'interpretazione a molti mondi. In breve, le potenziali incongruenze logiche (e rispettivi paradossi) dovute agli spostamenti nel periodo già vissuto, nel contesto dei "molti mondi" verrebbero evitate dalla biforcazione della realtà che ne segue. Così il ritorno al momento iniziale di qualche corso temporale provocherebbe sì un suo alternativo sviluppo storico, ma parallelo al precedente e non interferente con esso. Gli autori, nei capoversi finali, anche rispondendo allo scetticismo di S.Hawking, puntualizzano che la possibilità di tali navigazioni temporali resterebbe limitata alla data in cui l'eventuale circuito, o relativo passaggio, comincerebbe ad essere funzionante. Un tunnel spaziotemporale, in cui fosse percorribile un insieme di CTC (curva tempo chiusa), aperto per la prima volta il 17 novembre del 2118 alle ore 11:58, sarebbe ripercorribile indietro, dal futuro al passato, solo fin a quella stessa ora e dì del 2118.

## Premi
È stato premiato con il premio Dirac nel 1998 e nel 2005 ha ricevuto il premio Edge of Computation Science Prize.